# Elon Lindenstrauss
Elon Lindenstrauss (Hebrew: אילון לינדנשטראוס, sinh ngáy 1 tháng 8 năm 1970) là một nhà toán học Israel, là người được trao Huy chương Fields năm 2010. trong phiên họp toàn thể của Hội nghị toán học thế giới 2010 tổ chức ở Hyderabad, Ấn Độ vào ngày 19 tháng 8 năm 2010.
Lindenstrauss nằm trong danh sách chương trình Talpiot, ông học tại Đại học Hebrew, nơi ông tốt nghiệp cử nhân vật lý và toán học năm 1991 và bằng Thạc sĩ Toán học năm 1995. Trong thời gian làm ở IDF ông đã được trao Giải thưởng Quốc phòng Israel. Năm 1999, ông hoàn tất bằng tiến sĩ khoa học (Luận án: "Tính chất Entropy của các hệ thống động lực" dưới sự hướng dẫn của Giáo sư Benjamin Weiss). Ông là thành viên tại Viện Nghiên cứu Cao cấp ở Princeton, New Jersey, sau đó là một Phó giáo sư Szego tại Đại học Stanford. Từ năm 2003-2005, ông là Long Term Prize Fellow tại Viện Toán học Clay. Từ năm 2004 ông là giáo sư tại Đại học Princeton. Năm 2009 ông được bổ nhiệm giáo sư tại Viện Toán học tại Đại học Hebrew.
Lindenstrauss là con trai của nhà toán học nổi tiếng Joram Lindenstrauss, một trong hai người đưa ra Bổ đề Johnson-Lindenstrauss. 